# ثريليست
مجموعة ثريليست الاعلامية Thrillist هو موقع إعلامي على الإنترنت يغطي الاخبار المتعلقة بمواضيع الطعام والشراب والسفر والترفيه والمطاعم. تأسست الشركة عام 2004 ويقع مقرها في مدينة نيويورك في الولايات المتحدة. في أكتوبر 2016، اندمجت مجموعة ثريليست مع العلامات التجارية للإنترنت The Dodo و NowThis News و Seeker  لتشكيل شركة الوسائط الرقمية القابضة Group Nine Media،  والتي استحوذت عليها مجموعة فوكس ميديا عام 2022.

## تاريخ الشركة

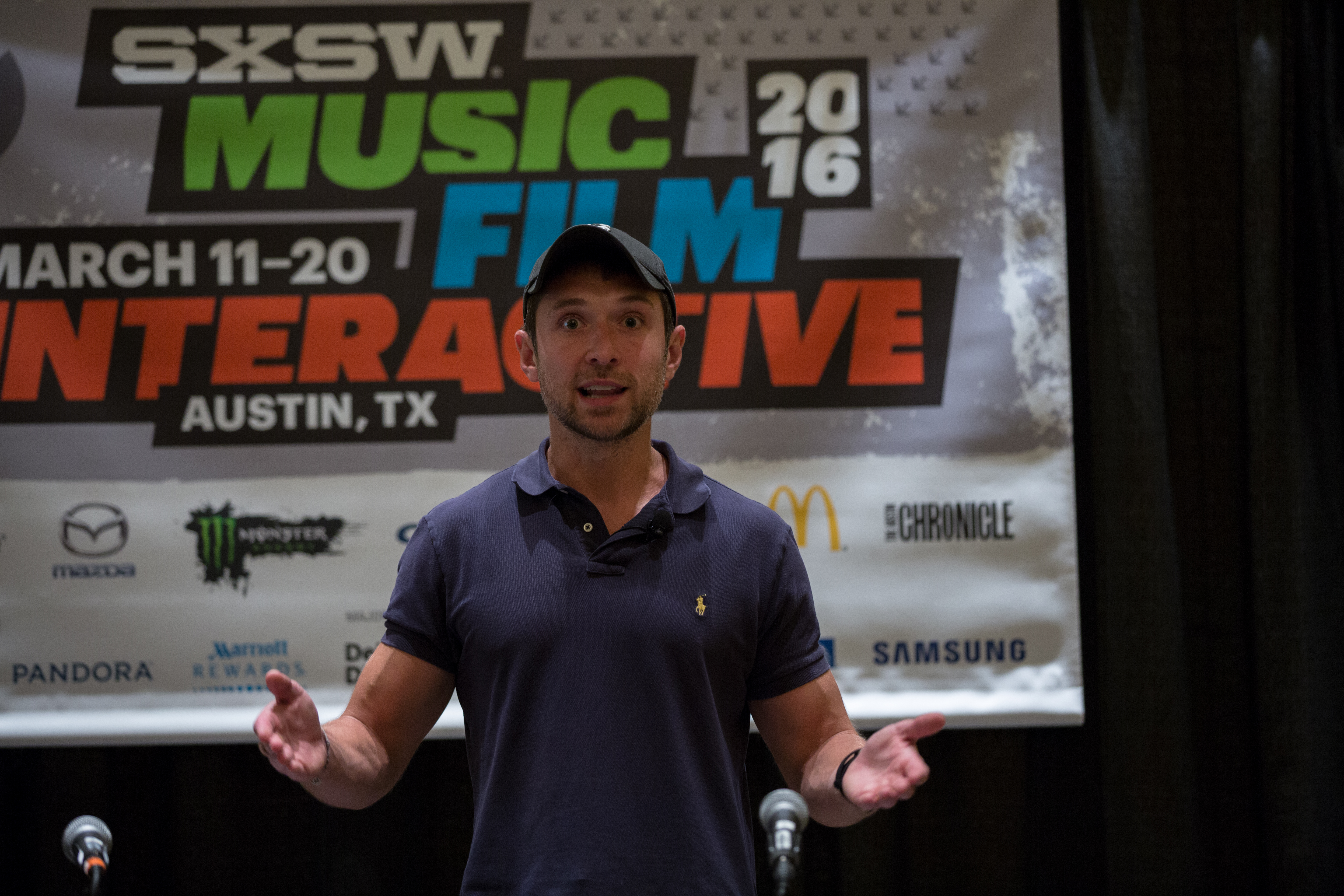
المؤسس بن ليرر (2016)

تأسست ثريليست في عام 2004 على يد بين ليرير، نجل المدير الإعلامي كينيث ليرير؛ وآدم ريتش، صديقه من الكلية. تخرجوا من جامعة بنسلفانيا في عام 2003 وانتقلوا إلى مدينة نيويورك. عمل ريتش في البداية كرئيس، وشغل بن روبنسون منصب المدير الإبداعي. أرسل ليرر وريتش أول نشرة إخبارية بالبريد الإلكتروني في عام 2005 إلى 600 صديق. في أوائل عام 2017، بعد تسريح أكثر من 25 موظفًا، وأعلن طاقم التحرير والفيديو والتوزيع في ثريليست عن خطط للانضمام إلى نقابة الكتاب في أمريكا الشرقية. رداً على ذلك، رفض Lerer الاعتراف طواعية وعقد اجتماعات جمهور أسيرة مناهضة للنقابات على الرغم من توقيع أكثر من 85 ٪ من طاقم التحرير على بطاقات النقابة. في يوليو 2017، استأجرت Thrillist المخضرم في صناعة الترفيه و MTV و GoPro المدير التنفيذي السابق Ocean MacAdams لقيادة العلامة التجارية الرقمية.
في أواخر سبتمبر 2018، بعد أكثر من عام على طاولة المفاوضات وإضراب الموظفين، توصل اتحاد ثريليست والإدارة إلى اتفاق مفاوضة جماعية. تضمنت الصفقة زيادة مضمونة بنسبة 8.5٪ لجميع الموظفين في عامها الأول، بالإضافة إلى حد أدنى للراتب قدره 50,000 دولار في السنة. وقالت لجنة المساومة لاتحاد ثريليست عن العقد: «هذا يمثل انتصارًا ليس فقط لموظفي التحرير في Thrillist، ولكن لصناعتنا بأكملها».
في عام 2019، عينت شركة ثريليست ميغان كيرش، نائب الرئيس الأول للتسويق والإبداع السابق لنائب الإعلام، كرئيسة للمحتوى. في نفس العام، سميت العلامة التجارية الإعلامية هيلين هوليمان، المحرر المؤسس لـ Vice's Munchies، رئيس تحريرها الجديد.

## مشاريع تجارية سابقة
في مايو 2010، استحوذت ثريليست على متجر التجزئة للأزياء الرجالية عبر الإنترنت JackThreads.
في مارس 2011، عينت مجموعة طلعت مصطفى إريك أشمان في منصب المدير المالي من هافينغتون بوست. في عام 2012، وجهت لجنة الأوراق المالية والبورصات إلى آشمان تهمة الاحتيال المحاسبي أثناء عمله كمدير مالي بشركة The Street و «مُنع من العمل كمدير أو مسؤول في شركة عامة لمدة ثلاث سنوات».
في فبراير 2012، أعلن ليرير عن إنشاء مجموعة ثريليست الاعلامية (TMG)، التي جمعت ثريليست وموقع الصفقات ثريليست ريواردز و JackThreads. في أغسطس 2012 قادت المجموعة الإعلامية جولة لجمع التبرعات بقيمة 13 مليون دولار، من OAK و Pilot Group و Lerer Ventures.
في مارس 2013، أوقفت مجموعة ثريليست الاعلامية شركة ثريليست ريواردز، مستشهدة بالنمو البطيء، وأطلقت أيضًا كروسبي Crosby Press، وهو موقع مصمم لتسويق منتجات JackThreads من خلال توفير محتوى يستهدف جمهورًا مستهدفًا من الرجال في أواخر سن المراهقة وحتى أوائل العشرينات. بحلول مايو 2015، تم إغلاق مطبعة كروسبي من قبل مجموعة ثريليست الاعلامية. في أكتوبر 2013، أطلقت المجموعة موقع التكنولوجيا Supercompressor، والذي ركز على المعدات والأدوات لجمهور الشباب من الذكور. تم إيقاف Supercompressor كموقع في سبتمبر 2015.
في سبتمبر 2015، أعلنت المجموعة أنها جمعت 54 مليون دولار إجمالاً من الناشر الأوروبي أكسل سبرينغر وأوك إنفستمنت بارتنرز و SBNY. كجزء من الصفقة، فصلت Thrillist أعمالها، مع مجموعة ثريليست الاعلامية التي تدير الموقع الإعلامي لها، بينما تدير شركة التجارة الإلكترونية JackThreads.
في أكتوبر 2016، اندمجت المجموعة مع The Dodo و NowThis News and Seeker لتشكيل Group Nine Media. تلقت الشركة القابضة المشكلة حديثًا استثمارًا استراتيجيًا بقيمة 100 مليون دولار من ديسكفري كوميونيكيشنز.
في فبراير 2017، قامت JackThreads بتسريح معظم موظفيها استعدادًا «لوقف عملياتها كشركة مستقلة». واجه عدد من العملاء في وقت لاحق مشاكل مع المرتجعات والطلبات الملغاة والعناصر التي لم يتم شحنها مطلقًا.

## الروابط الخارجية
- الموقع الرسمي